# John Thurnam
John Thurnam (* 28. Dezember 1810 in Lingcroft; † 24. September 1873 in Devizes) war ein britischer Altertumsforscher („Antiquar“). 

## Leben
Er war Mitglied des Royal College of Surgeons und medical superintenden der grafschaftlichen Irrenanstalt in Devizes in Wiltshire.

## Archäologische Tätigkeit
Thurnam war vor allem somatischer Anthropologe. Ihn interessierten die Langbetten wegen der enthaltenen Skelette und ließ zwischen 1855 und 1867 22 von ihnen von den Insassen der von ihm betreuten Anstalt ausgraben, davon sechs, die bereits der Antiquar William Cunnington (1754–1810) zwei Generationen vor ihm untersucht hatte. Thurnams Aufzeichnungen sind sehr spärlich und lassen es nur selten zu, seine Grabungsmethoden zu rekonstruieren.
Der berühmteste Antiquar von Yorkshire, der Geistliche William Greenwell (1820–1918) aus Durham, grub 1863 zusammen mit Thurnam aus, bevor er auf Grabungen von Augustus Pitt Rivers (1827–1900) arbeitete.
Thurnam stellte auch eine Klassifikation britischer Glockenbecher auf, die später durch John Abercromby (1841–1924) ausgebaut werden sollte.
Er war Mitbegründer der Wiltshire Archaeological and Natural History Society.
Interpretation
Thurnam zog vor allem antike Autoren zur Interpretation der Grabungsergebnisse heran. Außerdem wertete er Richard Hoares Ancient Wiltshire aus. Er glaubte, dass die Gruben in den Langbetten das Blut von Opfertieren aufnehmen sollten. Da eine Anzahl von Schädeln in den Langbetten Spuren von stumpfer Gewalteinwirkung zeigten (Boles Barrow, Fussel's Lodge), interpretierte er die Skelette als die von Menschenopfer. Wie Greenwell hielt er auch Kannibalismus für möglich, obwohl er korrekt festgestellt hatte, dass ein Teil der Verletzungen eindeutig prämortal war.
Terminologie
Auf Thurnam geht die Unterscheidung von chambered und unchambered Long barrows, also zwischen kammerlosen Langbetten und solchen mit (Stein)-Kammern zurück, die in der englischen Archäologie noch immer in Gebrauch ist, auch wenn Stuart Piggott alternativ den Begriff „earthen Long Barrow“ für die kammerlosen Hügel vorschlug und Ian Kinnes es vorzieht, von megalithischen und nicht-megalithischen Langhügeln zu sprechen.
Grabungen
- Amesbury 14
- Boles Barrow (1864)
- Bratton Long Barrow
- Figheldean 31 Long Barrow
- Fussel's Lodge
- Knook Barrow
- Lanhill Cotswold Severn Tomb
- Norton Bavant Long Barrow (1863)
- Tilshead Lodge
- Tilshead East
- Tilshead Old Ditch Long Barrow
- West Kennet Long Barrow (1859)
- Wilsford 34
- Winterbourne Stoke Crossroads Barrow

## Schriften (Auswahl)
- On the Barrow at Lanhill near Chippenham. In: Wiltshire Archaeological and Natural History Magazine. Band 3, Nr. 7, 1956, S. 67–86.
- On Ancient British Long Barrows, especially those of Wiltshire and the adjoining Counties. (Part I. Long Barrows). In: Archaeologia. Band 42, 1869, S. 161–244.
- On Ancient British Long Barrows, especially those of Wiltshire and the adjoining Counties. (Part II. Round Barrows). In: Archaeologia. Band 43, 1871, S. 285–544.